# Pink Pony Club
«Pink Pony Club» — песня американской певицы Чаппелл Рон. Она была выпущена на лейбле Atlantic Records 3 апреля 2020 года и позже вошла в её дебютный альбом The Rise and Fall of a Midwest Princess (2023). Написанный Рон и Дэниелом Нигро, «Pink Pony Club» — это трек в стиле поп, синти-поп, дэнс-поп, пауэр-поп, диско-поп и диско, который описывает историю женщины, переезжающей в Южную Калифорнию из родного штата Теннесси и танцующей в гей-клубе в Западном Голливуде, несмотря на желание матери.
Песня «Pink Pony Club» была принята в основном положительно на фоне роста популярности Рон после выхода её родительского альбома, получив похвалу за музыкальную композицию и сюжет. Через четыре года после выхода песня добилась коммерческого успеха, возглавив чарты в Великобритании и войдя в первую десятку чартов Австралии, Канады, Ирландии и США, а также в первую двадцатку в Новой Зеландии. В родных Соединённых Штатах «Pink Pony Club» стал «спящим» хитом, став одной из семи одновременно вошедших в чарт Billboard Hot 100 песен Рон, наряду с «Good Luck, Babe!», «Casual», «Hot to Go!», «Red Wine Supernova», «Femininomenon» и «My Kink Is Karma». Трек достиг своей вершины на 8 месте в этом чарте после выступления на премии «Грэмми» в 2025 году, на которой Рон получила награду как лучший новый артист.

## Предыстория
На написание «Pink Pony Club» Чаппелл Рон вдохновило посещение «The Abbey», гей-бара в Западном Голливуде, Калифорния, в 2018 году. Рон, которая недавно переехала из своего родного города Спрингфилд, штат Миссури, заявила, что посещение бара стало «первым случаем, когда я могла по-настоящему быть собой и не подвергаться осуждению». В баре она была очарована выступающими танцовщицами go-go, заявив, что вид их «что-то во мне зажёг… Я захотела стать танцовщицей go-go. Поэтому я просто написала об этом песню». По словам Рон, в Спрингфилде ей было трудно принять себя, и она заявила в Headliner: «Мне всегда было так трудно быть собой и казалось, что меня будут осуждать за то, что я другая или творческая», добавив, что бар был «чем-то, чего я не могла испытать здесь, в Миссури… Это было совершенно открыто для глаз и с того момента изменило моё направление».

## Композиция
Песня в стиле поп,синти-поп, дэнс-поп, пауэр-поп, диско-поп и диско рассказывает историю женщины из маленького городка в Теннесси, которая переезжает в Южную Калифорнию и впервые ощущает свободу, танцуя в гей-клубе, вдохновлённая местным клубом в бывшем родном городе Рон Спрингфилде, штат Миссури, который был «весь в розовом цвете». Мать женщины не одобряет новость, сказав дочери: «Боже, что ты наделала?» Однако, несмотря на мнение матери, женщина решает продолжить, заявляя, что «я просто веселюсь», найдя в клубе, который в анализе Capital Buzz был описан как «безопасное пространство, где ты чувствуешь себя свободным быть именно тем, кто ты есть».

## Отзывы
Хотя песня «Pink Pony Club» не получила большого внимания критиков после выхода, в последующие годы она неизменно получала положительные отзывы. Ребекка Альтер из Vulture высоко оценила песню в 2021 году, описав её как «синтоловый заразительный бангаранг… Это гимн стриптизёрш, который прекрасно вписывается в ряд с такими песнями, как „WAP“ и „Twerkulator“, только с чуть большим драматизмом». В рецензии на родительский альбом песни Оливия Хорн из Pitchfork назвала «Pink Pony Club» «дерзким и смелым поп-проектом, сшитым из историй об открытии любви, секса и самого себя в новом месте. Это как проклятая сука». И Китти Эмпайр из The Guardian, и Марк Сэвидж из BBC News назвали песню первым хитом в карьере Рон, при этом оба описали песню как освобождающий гимн вечеринок для квиров. Эрик Беннетт из Paste описал песню как «мгновенно запоминающееся художественное заявление», похвалив припев песни. Размышляя о том, что песня стала «спящим хитом» в Capital Buzz после негативной реакции на неё её лейбла и её первоначального коммерческого провала из-за пандемии COVID-19, Рон заметила: «Это как проклятая сука, ты была не права? Это было худшее время для выпуска песни для гей-клубов [в связи с пандемией]. И все равно она оказала такое влияние».
| Публикация | Список                     | Ранг | Ссылка |
| ---------- | -------------------------- | ---- | ------ |
| Billboard  | The 100 Best Songs of 2024 | 32   | [ 21 ] |

## Живые выступления
На фоне роста популярности Рон песня «Pink Pony Club» исполнялась ею на различных фестивалях и шоу. Песня исполнялась на крупных музыкальных фестивалях США в качестве заключительной песни Рон, включая Boston Calling Music Festival, Capitol Hill Block Party, Hinterland Music Festival, Outside Lands, Lollapalooza и Austin City Limits Music Festival. Она также была исполнена на канадском фестивале Osheaga Festival. Песня также прозвучала на концерте Tiny Desk Concert для NPR Music 21 марта 2024 года. 2 ноября 2024 года Рон исполнила песню на шоу Saturday Night Live. 2 февраля 2025 года Рон исполнила песню на 67-й ежегодной церемонии вручения премии «Грэмми». 3 марта 2025 года Рон исполнила её дуэтом с Элтоном Джоном на вечеринке по случаю вручения премии «Оскар».

## Чарты
| Чарт (2024—2025)                       | Высшая позиция |
| -------------------------------------- | -------------- |
| Австралия (ARIA)                       | 6              |
| Австрия (Ö3 Austria Top 40)            | 26             |
| Канада (Billboard Canadian Hot 100)    | 4              |
| Германия (GfK)                         | 67             |
| Мир (Billboard Global 200)             | 16             |
| Исландия (Tónlistinn)                  | 26             |
| Ирландия (IRMA)                        | 2              |
| Нидерланды (Single Top 100)            | 71             |
| Новая Зеландия (Recorded Music NZ)     | 11             |
| Швейцария (Schweizer Hitparade)        | 64             |
| Великобритания (OCC UK Singles)        | 1              |
| США (Billboard Hot 100)                | 8              |
| США (Billboard Adult Contemporary)     | 21             |
| США (Billboard Adult Pop Airplay)      | 9              |
| США (Billboard Dance/Mix Show Airplay) | 24             |
| США (Billboard Pop Airplay)            | 5              |

| Чарт (2025) | Позиция |
| ----------- | ------- |

## Сертификации
| Регион                                                                      | Сертификация  | Продажи   |
| --------------------------------------------------------------------------- | ------------- | --------- |
| Австралия (ARIA)                                                            | Платиновый    | 70 000    |
| Канада (Music Canada)                                                       | Платиновый    | 80 000    |
| Новая Зеландия (RMNZ)                                                       | Платиновый    | 30 000    |
| Великобритания (BPI)                                                        | Платиновый    | 600 000   |
| США (RIAA)                                                                  | 2× Платиновый | 2 000 000 |
| Данные о продажах + прослушиваниях приведены только на основе сертификации. |               |           |